# Савчич, Аня
Аня Савчич (англ. Anja Savcic; род. 27 ноября 1992 года, Сараево) — канадская актриса сербско-боснийского происхождения. Наибольшую известность ей принесли роли в сериалах «Лоудермилк» и «Бескрайнее небо».

## Биография
Аня Савчич родилась 27 ноября 1992 года в Сараево. В 3 года вместе с семьёй она переехала в Канаду. Её актёрский дебют состоялся в 2007 году, когда она сыграла эпизодическую роль в сериале «Биобаба».
В 2014—2015 годах Савчич играла в сериале «Странная империя», причём за эту роль она была номинирована на премию «Leo Awards». В 2017—2020 годах снималась в сериале «Лоудермилк», за который была номинированана премии «Leo Awards» и «UBCP/ACTRA Awards», в 2021—2022 — в сериале «Бескрайнее небо», за который была номинирована на премию «Спутник».
В сентябре 2022 года Савчич получила главную роль в фильме «Мисс Совместимость». В феврале 2023 года стало известно, что она присоединилась к актёрскому составу фильма «Рики Стэники».

## Фильмография
| Год       |     | Русское название                                  | Оригинальное название                       | Роль                  |
| --------- | --- | ------------------------------------------------- | ------------------------------------------- | --------------------- |
| 2007      | с   | Биобаба                                           | Bionic Woman                                | Эмкей                 |
| 2009      | ф   | Ночь с Бет Купер                                  | I Love You, Beth Cooper                     | Виктория Смельтцер    |
| 2009—2015 | с   | Сверхъестественное                                | Supernatural                                | Риз                   |
| 2010      | ф   | Призрачность                                      | Transparency                                | Аня                   |
| 2010      | ф   | Повторяющие реальность                            | Repeaters                                   | Мишель                |
| 2010      | с   | Грань                                             | Fringe                                      | Аманда Уолш           |
| 2011      | ф   | Сёстры и братья                                   | Sisters & Brothers                          | школьная подруга Сары |
| 2011      | тф  | Украсьте зал                                      | Deck the Halls                              | Николь Фарма          |
| 2013      | тф  | Чупакабра против Аламо                            | Chupacabra vs. the Alamo                    | Брук                  |
| 2013      | кор | Наказание                                         | Detention                                   | Аманда                |
| 2014      | ф   | Пришельцы                                         | Extraterrestrial                            | Лекс                  |
| 2014      | тф  | Бумажные ангелы                                   | Paper Angels                                | Кэсси Бейл            |
| 2014      | с   | Флэш                                              | The Flash                                   | молодая мать          |
| 2014—2015 | с   | Странная империя                                  | Strange Empire                              | Мэри Коллакут         |
| 2015      | ф   | Лайф                                              | Life                                        | Барбара Гленн         |
| 2015      | с   | Я — зомби                                         | iZombie                                     | Эмили Спэрроу         |
| 2015      | с   | Мотив                                             | Motive                                      | Тайлер Карвер         |
| 2015      | тф  | На виду                                           | Exposed                                     | Тали                  |
| 2015      | с   | Сказки с тёмной стороны                           | Tales from the Darkside                     | Мэделин               |
| 2016      | с   | Секретные материалы                               | The X Files                                 | девушка               |
| 2016      | тф  | Под обстрелом                                     | Under Fire                                  | Анжела Мюир           |
| 2016      | с   | Радиоволна                                        | Frequency                                   | Ларисса Эбботт        |
| 2017      | ф   | Вне контроля                                      | Incontrol                                   | Саманта               |
| 2017      | ф   | Ночлежка                                          | Crash Pad                                   | Пэгги                 |
| 2017      | с   | Холистическое детективное агентство Дирка Джентли | Dirk Gently's Holistic Detective Agency     | Литцибиц Трост        |
| 2017—2020 | с   | Лоудермилк                                        | Loudermilk                                  | Клэр Уилкс            |
| 2018      | с   | Волшебники                                        | The Magicians                               | Скай                  |
| 2018      | с   | Священная ложь                                    | Sacred Lies                                 | Оливия Блай           |
| 2018      | кор | Блэкаут                                           | Blackout                                    | Эмилия                |
| 2019      | тф  | Побег из сумасшедшего дома: История Нелли Блай    | Escaping the Madhouse: The Nellie Bly Story | Лотти                 |
| 2021      | с   | Нэнси Дрю                                         | Nancy Drew                                  | Одетт Ламар           |
| 2021      | ф   | Замрите                                           | Be Still                                    | Китти Харпер          |
| 2021      | с   | Сейчас                                            | The Now                                     | воровка               |
| 2021—2022 | с   | Бескрайнее небо                                   | Big Sky                                     | Скарлет Лейендекер    |
| 2023      | тф  | Мисс Совместимость                                | Ms. Match                                   | Афина Картер          |
| 2024      | ф   | Рики Стэники                                      | Ricky Stanicky                              |                       |

## Награды и номинации
| Год  | Награда           | Категория                                                                       | Работа             | Результат |
| ---- | ----------------- | ------------------------------------------------------------------------------- | ------------------ | --------- |
| 2015 | Leo Awards        | Лучшая женская роль второго плана в драматическом сериале                       | «Странная империя» | Номинация |
| 2019 | Leo Awards        | Лучшее исполнение в музыкальной, комедийной или эстрадной программе или сериале | «Лоудермилк»       | Номинация |
| 2021 | UBCP/ACTRA Awards | Лучшая главная женская роль                                                     | «Лоудермилк»       | Номинация |
| 2022 | Спутник           | Лучшая женская роль второго плана — мини-сериал, телесериал или телефильм       | «Бескрайнее небо»  | Номинация |